# Dâr-el-Kbira
Le Dâr-el-Kbira est un palais situé à Meknès. C'était l'ancienne résidence de la famille royale et des proches parents du sultan Moulay Ismaïl. Il a été construit par ce dernier entre 1672 et 1680.